# بندیکت ارلینگسون
بندیکت ارلینگسون (ایسلندی: Benedikt Erlingsson؛ زادهٔ ۳۱ مهٔ ۱۹۶۹) بازیگر، کارگردان فیلم و فیلم‌نامه‌نویس اهل ایسلند است.
از فیلم‌ها یا برنامه‌های تلویزیونی که وی در آن نقش داشته‌است، می‌توان به رئیس همه، اسب‌ها و آدم‌ها، آتشفشان و زن مبارز اشاره کرد.